# كحلاء وبيضاء
كحلاء وبيضاء هو فيلم جزائري للمخرج عبد الرحمن بوقرموح.

## قصة الفيلم
يعالج هذا الإنجاز الفني الموجه لأنصار نادي كرة القدم لوفاق سطيف خصال الشجاعة والكرم و الأمل التي يتحلى بها الشباب الجزائري الذي يسعى من أجل تحسين ظروفه المعيشية اليومية رغم قلة الوسائل.
ويروي الفيلم قصة الشاب ربيع الذي اضطر إلى النشاط خارج أوقات الدراسة لتوفير بعض المال لشراء كرسي متحرك لأخته المصابة بشلل على مستوى اليدين والرجلين. ومن أجل ذلك انطلق الشاب ربيع في البيع والشراء والاقتراض إلى أن حل ذلك اليوم الذي قدم فيه هديته إلى أخته الصغرى بحضور كل أفراد عائلته التي لم تكف من قبل عن توبيخه على تصرفاته. كما عمت الفرحة في أوساط سكان المدينة لدى تلقيهم الخبر السار واطلاعهم على كرم ربيع الذي هو الأخ الأصغر للمهاجم النجم لفريق «كحلة وبيضا» الذي اشترط مشاركته في نهائيات كأس الجزائر مقابل التكفل الطبي بأخته في الخارج.
و تكلل القصة بنهاية سعيدة للجميع بما في ذلك أنصار وفاق سطيف بعد أن فاز فريقهم بالكأس. ويتميز الفيلم بالواقعية وتتخلله مشاهد مسلية بعيدا عن العاطفية رغم الجانب الدرامي الذي يحتوي عليه.
و يحي هذا العمل روح التضامن الشعبي وكذا شجاعة وحيوية الشباب آنذاك المستعد لمواجهة كل التضحيات والاستمتاع بالانتصارات. وعلى هامش هذا العرض استعرض الحاضرون المسيرة الفنية لبوقرموح ابن ربوة اغزر امرقران الذي صادفته متاعب ومشاق كبيرة في حياته اليومية إلا أنه لم يستسلم كما صرحت بذلك زوجته نا - جميلة التي حضرت افتتاح المهرجان. و أضافت أن زوجها مر بأوقات صعبة لكنه لم يبخل أبدا على تقديم المساعدة لكل من يطلبها منه.

## الممثلون
- أحمد بن عيسى
- سيد احمد أقومي
- قاسي قسنطيني
- شافية بوذراع
- عصمان بالشيخ
- دليلة رماس
- وردية حميطوش
- سفيان بوقرموح
- نادية جرار
- العياشي رويكم
- قدور شايب ذراع
- صباح بن طيب
- فاروق زغبي
- مصطفى مخلوفي
- جمال مقلاتي
- عبد الوهاب سلامي
- علاوة رابحي
- عبد الكريم غبريد
- الامين بن معمر

## الطاقم التقني
- مخرج : عبد الرحمان بوقرموح[3]
- تركيب : عمر شريفي
- مدير التصوير : محمد واضح
- تصوير : عبد الحميد اكتوف
- تجميل : وردة بوعمران
- مسير الإنتاج : محمد بلقاسم
- كاتب المخرج : عبد الحميد سلامنة
- الموسيقى : حسين قاسم، أحمد مالك

## روابط خارجية
- مشاهدة الفيلم على اليوتوب[4]